# Bahnhof Opladen
Der Bahnhof Opladen ist ein Bahnhof im Leverkusener Stadtteil Opladen. Er ist einer von fünf Schienenverkehrshalten in Leverkusen und liegt an der Bahnstrecke Haan-Gruiten–Köln-Deutz, an der sich auch die Bahnstation Leverkusen-Manfort befindet, während die anderen Bahnstationen an der Bahnstrecke Köln–Duisburg liegen. Der Bahnhof ist für Berufspendler sowohl in Richtung Köln als auch in Richtung Wuppertal von Bedeutung.
Nach der Schließung des Bahn-Ausbesserungswerks im Jahr 2003 und einer Reduzierung der Bahnanlagen entstand die Neue Bahnstadt Opladen, wobei auch Gleisanlagen, Bahnsteige und Zuwege des Bahnhofs Opladen in den letzten Jahren umgebaut und modernisiert wurden.

## Geschichte

### Errichtung und Erweiterung im 19. Jahrhundert

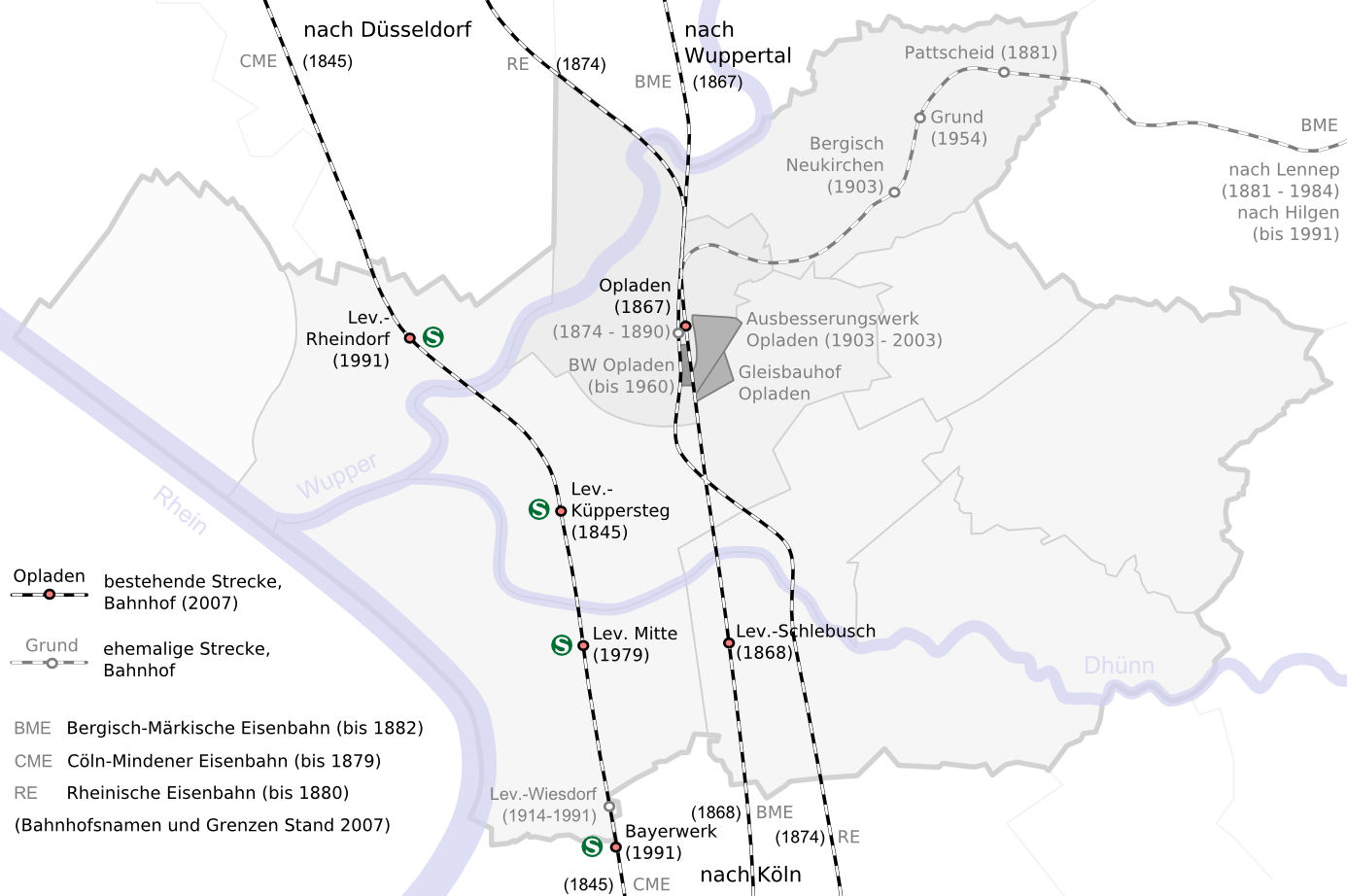
Entwicklung des Eisenbahnknotenpunkts Opladen

Bahnhof Opladen der Bergisch-Märkischen Eisenbahn (1867–1965)

Bereits 1845 hatte die Cöln-Mindener Eisenbahngesellschaft in Küppersteg, damals Teil der Sammtgemeinde Opladen, einen Bahnhof an der Strecke Deutz–Düsseldorf errichtet. Diese Strecke berührte die Gemeinde Opladen allerdings nicht direkt.
Der Eisenbahn-Vordenker Friedrich Harkort hatte schon im Jahre 1833 in seinem Buch Die Eisenbahn von Minden nach Cöln Streckenführungen vorgeschlagen, die bei Opladen die Wupper überqueren sollten. Tatsächlich wurde eine entsprechende Streckenführung erst 1867 verwirklicht, als die Bergisch-Märkische Eisenbahn-Gesellschaft (BME) von Haan aus eine Zweigstrecke der Strecke Düsseldorf–Wuppertal nach Süden errichtete, deren Endpunkt zunächst Opladen wurde. Ein Jahr später wurde die Strecke bis Mülheim, 1872 bis Deutz verlängert. Das 1867 errichtete Bahnhofsgebäude blieb bis 1965 in Funktion.
1874 eröffnete die Rheinische Eisenbahngesellschaft eine Strecke von Mülheim-Speldorf über Düsseldorf nach Troisdorf, die die Linie der BME in Opladen kreuzte. Da man sich nicht auf einen gemeinsamen Bahnhof mit der BME einigen konnte, wurde unmittelbar gegenüber dem vorhandenen Bahnhof ein zweiter errichtet, der erst 1890 – lange nach der Verstaatlichung beider Bahngesellschaften – stillgelegt wurde.
Durch die Eröffnung einer – inzwischen stillgelegten – Zweigstrecke nach Remscheid-Lennep 1881 wurde Opladen zu einem Eisenbahnknotenpunkt mit den üblichen Einrichtungen wie einem Güterbahnhof mit Rangieranlage, der die Güterverteilung für die meisten rechtsrheinischen Bahnhöfe zwischen Köln und Düsseldorf übernahm, einem Bahnbetriebswerk mit Ringlokschuppen und Drehscheiben und einer größer dimensionierten Ortsgüteranlage, um Waren umladen zu können.

### Eröffnung des Ausbesserungswerks und Betrieb bis zum Zweiten Weltkrieg
1903 wurde in Opladen eine Hauptwerkstätte der preußischen Staatsbahn eröffnet; dies führte in den folgenden Jahren zu einer deutlichen Vergrößerung der Opladener Bevölkerung und begründete wesentliche Verbesserungen der städtischen Infrastruktur. Als späteres Ausbesserungswerk Opladen war die Werkstätte in den folgenden 100 Jahren einer der wichtigsten Arbeitgeber der Stadt und der umliegenden Gemeinden.

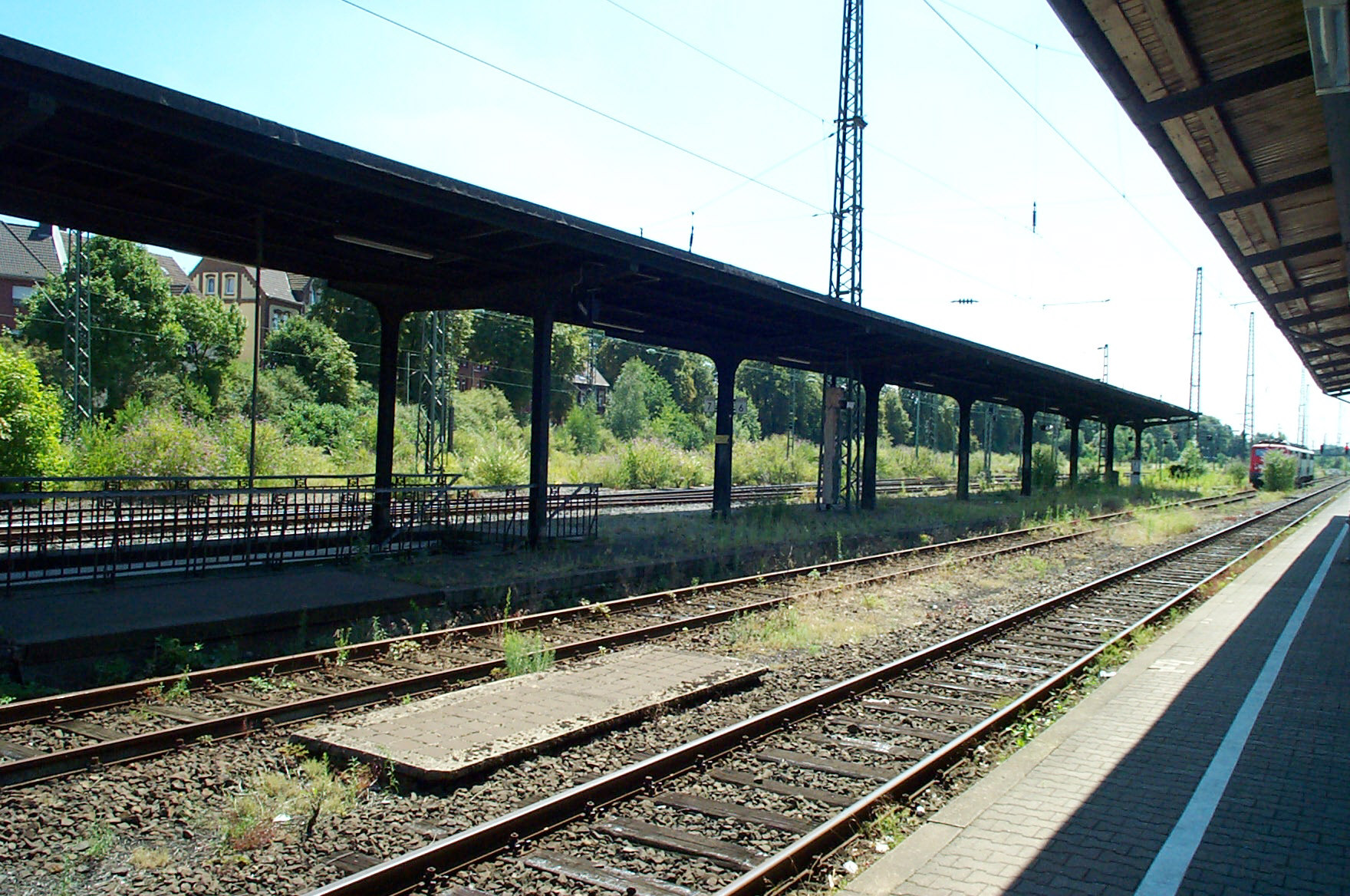
Nicht mehr existenter Bahnsteig der ehemaligen Nebenbahn nach Remscheid-Lennep (2003)

Im Jahr 1910 wurde auf der als Nebenbahn errichteten Strecke nach Remscheid-Lennep ein zweites Gleis bis Bergisch Born in Betrieb genommen, das 1958 wieder zurückgebaut wurde. Da die Strecke keine schienengleichen Bahnübergänge aufwies, diente sie als ideale Teststrecke für die im Ausbesserungswerk gewarteten Lokomotiven und Triebwagen. In den 1970er-Jahren wurde sogar die Elektrifizierung erwogen, da das Werk Opladen schwerpunktmäßig E-Loks unterhielt, der Plan wurde aber nicht ausgeführt.
Die Rolle Opladens als Bahnknotenpunkt führte im Zweiten Weltkrieg zur Bombardierung Opladens, da mit Zerstörung der Bahnanlagen nicht nur die regionale Güterverteilung und das Ausbesserungswerk getroffen, sondern auch zwei von vier Strecken zwischen Köln und Düsseldorf unterbrochen wurden.

### Betrieb in der zweiten Hälfte des 20. Jahrhunderts

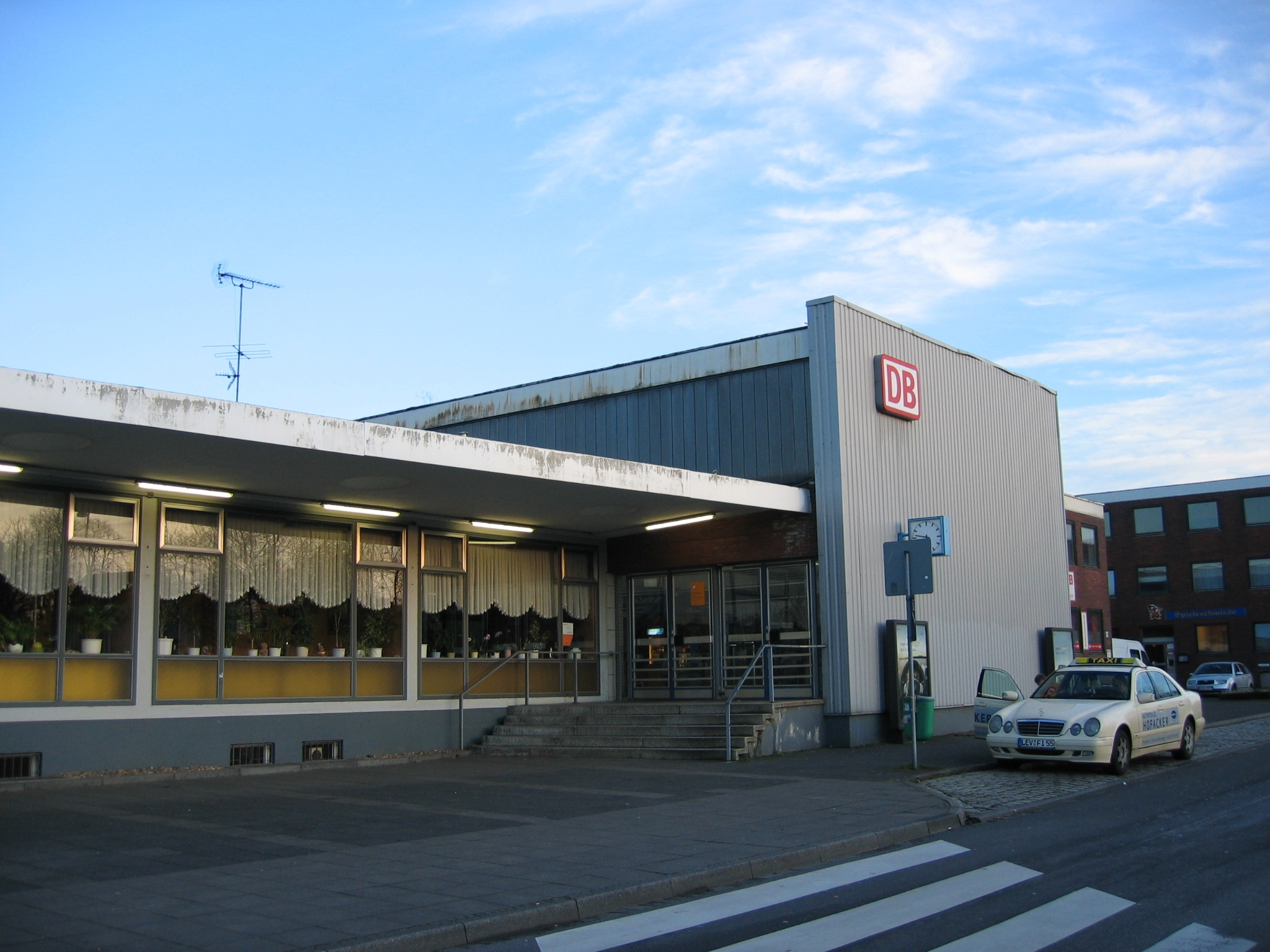
Das 1969 eröffnete und 2015 abgerissene Bahnhofsgebäude des Bahnhofs Opladen

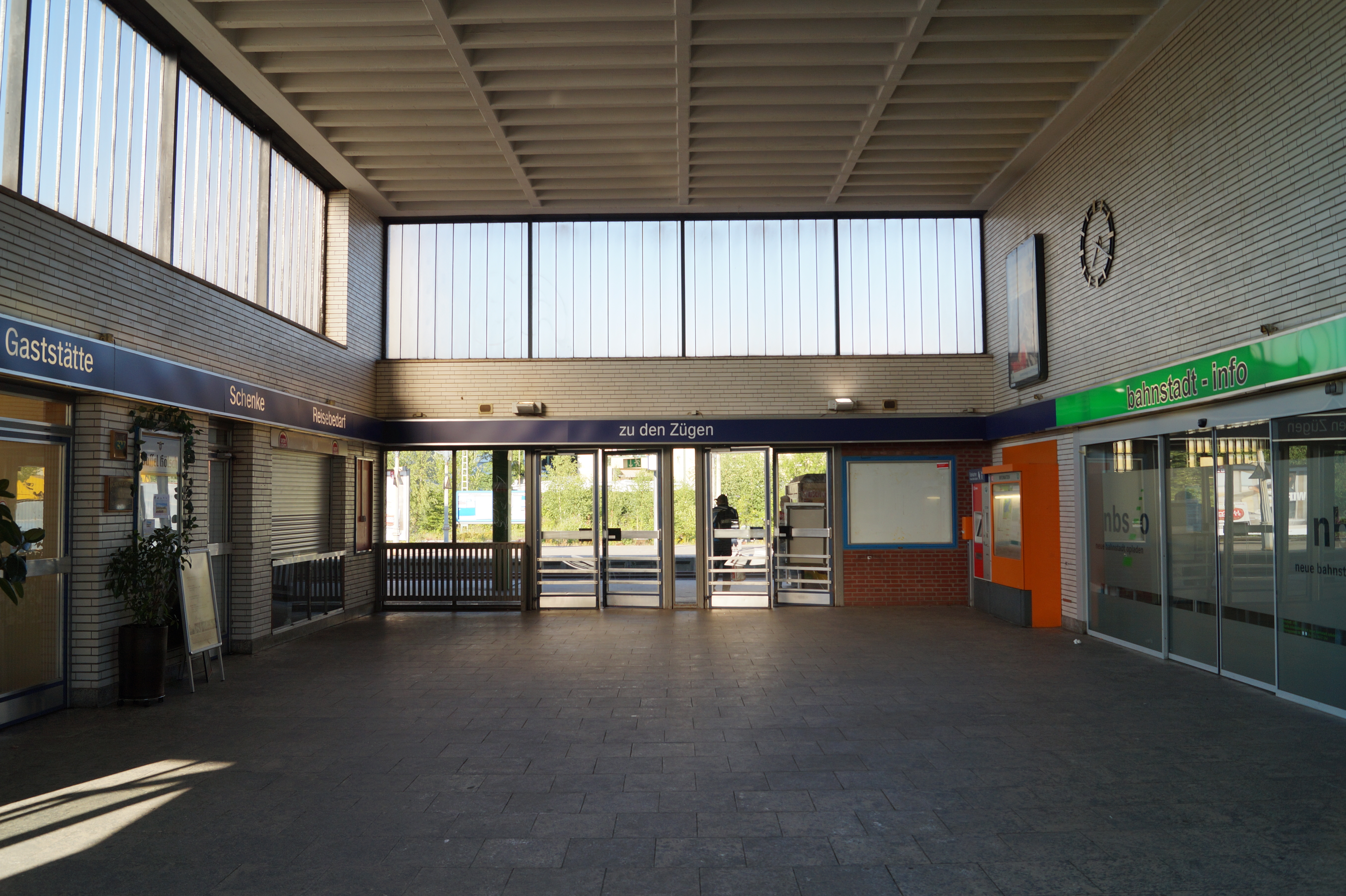
Inneres des Bahnhofsgebäudes (1977)

Ab den 1950er-Jahren ließ die Bedeutung Opladens als Verkehrsknotenpunkt nach, sodass die Bahnanlagen zunächst nicht erneuert und ab den 1960er-Jahren nach und nach reduziert wurden. 1960 wurde das Bahnbetriebswerk geschlossen, das Ausbesserungswerk bestand jedoch zunächst fort. Es wurde 2003 geschlossen. 1965 wurde das Bahnhofgebäude von 1867 abgerissen und durch einen eingeschossigen Neubau ersetzt. Auf der Strecke von Opladen nach Hilden (Kursbuchstrecke 409) wurde am 23. September 1983 der Personenverkehr eingestellt. Das letzte verbliebene Teilstück der im Volksmund Balkanexpress genannten Strecke nach Remscheid-Lennep wurde zum 1. Juni 1991 stillgelegt. Um die Jahrtausendwende wurden diverse Rangiergleise am Bahnhof abgebaut.

### Aktueller Betrieb und Umbau ab 2014

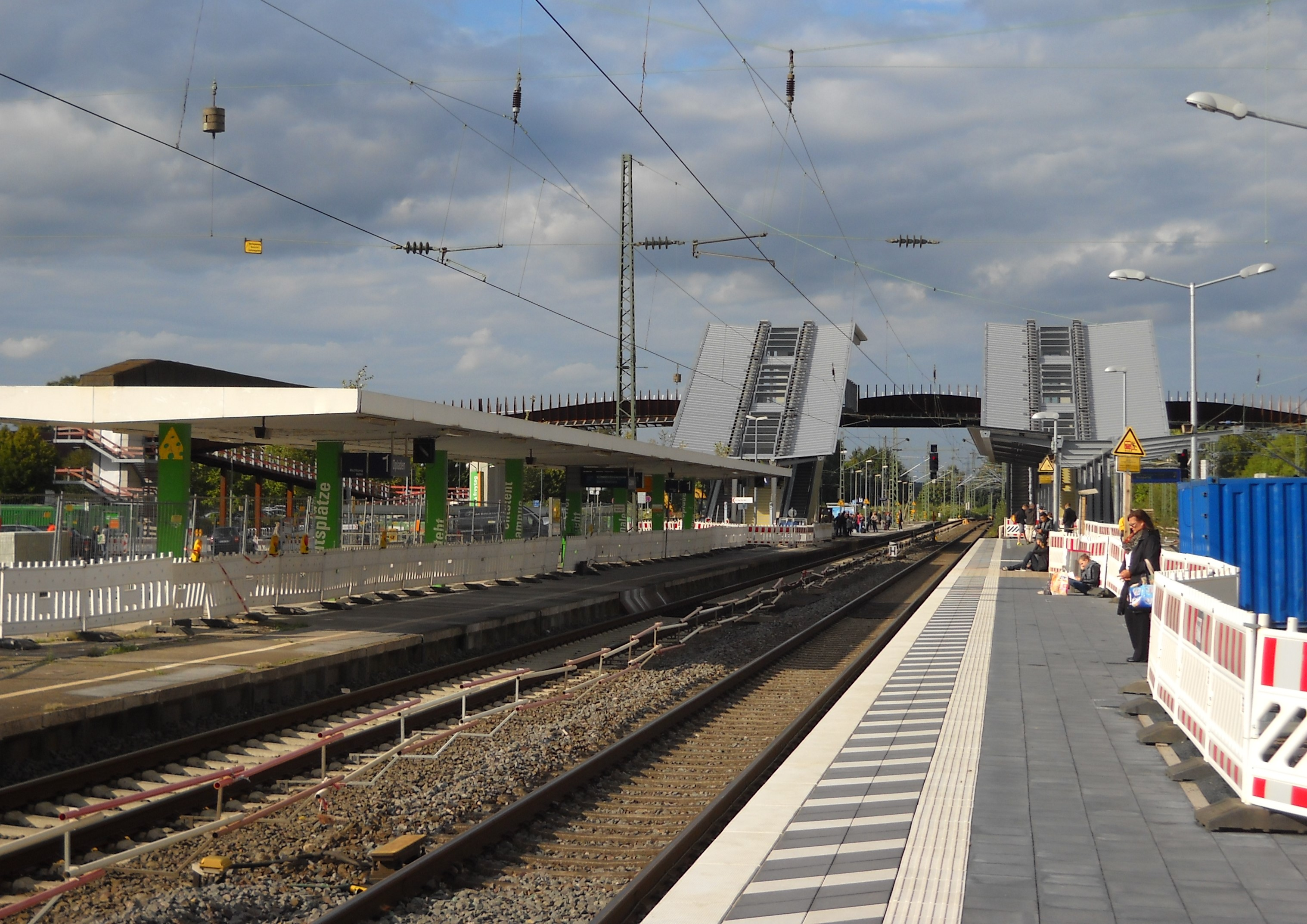
Bahnhof Opladen im September 2015 während des Umbaus der Bahnsteige, im Hintergrund die neue Bahnhofsbrücke mit Aufgängen

Die Bahnstrecke Haan-Gruiten–Köln-Deutz wird heute noch im Personenverkehr befahren; Regionalexpress- und Regionalbahn-Züge halten im Bahnhof Opladen. Westlich am Bahnhof Opladen vorbei führt die Bahnstrecke Mülheim-Speldorf–Troisdorf, die im Bereich von Opladen ausschließlich dem Güterverkehr dient.
Ein großer Teil der insgesamt 72 ha umfassenden ehemaligen Bahnanlagen lag lange Zeit brach. Im Rahmen der Regionale 2010 wurde das Projekt Neue Bahnstadt Opladen als Lösungsansatz für die Nachnutzung präsentiert. Als Ziel gilt die Errichtung von Wohn- und Geschäftshäusern sowie die Aufhebung der städtebaulichen Trennung der Stadtteile Opladen und Quettingen durch die ehemaligen Bahnanlagen. Dieses Projekt hat auch Auswirkungen auf die Gestaltung des Bahnhofs Opladen. Die Gütergleise der Bahnstrecke Mülheim-Speldorf–Troisdorf, die zuvor etwa fünfzig Meter westlich des Bahnhofs in Hochlage verliefen, wurden niveaugleich unmittelbar an die Streckengleise der Bahnstrecke Haan-Gruiten – Köln-Deutz verschwenkt. Das Planfeststellungsverfahren für diese Maßnahme wurde im Januar 2014 durch die Deutsche Bahn gestartet. Des Weiteren wurde eine Fußgängerbrücke mit einer Länge von 106 Metern errichtet, die mit den Bahnsteigen des Bahnhofs Opladen über überdachte Rolltreppen und Aufzüge verbunden ist. Im April 2014 wurde der erste Spatenstich durchgeführt, im Mai 2014 der Grundstein gelegt. Die Eröffnung der Brücke war 2015.
Im Jahr 2015 wurde das Bahnhofsgebäude von 1965 abgerissen, um Platz für die geplante Verlegung der Gütergleisstrecke zu schaffen. Zeitgleich wurden die Bahnsteige des Bahnhofs Opladen durch die Deutsche Bahn im Rahmen ihrer „Modernisierungsoffensive 2“ erneuert. Die Höhe der Bahnsteige wurde auf 76 cm heraufgesetzt, um einen barrierefreien Einstieg in die haltenden Züge zu ermöglichen. Von den Gesamtkosten für diese Maßnahmen in Höhe von 4,7 Millionen Euro wurden 4,3 Millionen Euro von der Bundesrepublik Deutschland und der Deutschen Bahn getragen, die übrigen 400.000 Euro steuert das Land Nordrhein-Westfalen bei.
Die zweigleisige Güterstrecke wurde über das Gelände des ehemaligen Bahnhofsgebäudes an die Bahnstrecke Köln – Wuppertal verschwenkt und im Dezember 2016 in Betrieb genommen. Sie hat jedoch keine Bahnsteige am Bahnhof Opladen. Der Bahndamm entlang der Opladener Innenstadt wurde anschließend abgetragen, das Gelände soll städtebaulich für Wohn- und Geschäftshäuser und ein Verwaltungsgebäude genutzt werden. Im Zuge der Modernisierungsmaßnahmen wurde der Opladener Busbahnhof 2020 von seinem früheren Standort direkt an den Bahnhof hin verlegt und im September 2020 in Betrieb genommen.

## Bedienung

### Nahverkehr
Im Schienenpersonennahverkehr wird Opladen von folgenden Linien bedient:
| Linie | Verlauf | Takt                                                                                     |
| ----- | --- | ---------------------------------------------------------------------------------------- |
| RE 7  | Rhein-Münsterland-Express: Rheine – Emsdetten – Greven – Münster Hbf – Münster-Hiltrup – Drensteinfurt – Hamm (Westf) Hbf – Bönen – Unna – Holzwickede – Schwerte – Hagen Hbf – Ennepetal (Gevelsberg) – Schwelm – Wuppertal-Oberbarmen – Wuppertal Hbf – Solingen Hbf – Opladen – Köln Messe/Deutz – Köln Hbf – Dormagen – Neuss Hbf – Meerbusch-Osterath – Krefeld-Oppum – Krefeld Hbf Stand: Fahrplanwechsel Dezember 2023 | 60 min                                                                                   |
| RB 48 | Rhein-Wupper-Bahn: Wuppertal-Oberbarmen – Wuppertal-Barmen – Wuppertal Hbf – Wuppertal-Vohwinkel – Haan-Gruiten – Haan – Solingen Hbf – Leichlingen – Opladen – Leverkusen-Manfort – Köln-Mülheim – Köln Messe/Deutz – Köln Hbf – Köln West – Köln Süd – Hürth-Kalscheuren – Brühl – Sechtem – Roisdorf – Bonn Hbf – Bonn UN Campus – Bonn-Bad Godesberg – Bonn-Mehlem Stand: Fahrplanwechsel Dezember 2021                   | 30 min (W-Oberbarmen–Köln) 30 (HVZ)/60 min (Köln–Bonn Hbf) 60 min (Bonn Hbf–Bonn-Mehlem) |

### Omnibusverkehr
Am Eingang des Bahnhofs befindet sich die Bushaltestelle Opladen Bf/Busbahnhof. Dort halten folgende Buslinien. (Stand 2020)
| Linie   | Verlauf |
| ------- | --- |
| 201     | Chempark S-Bahn – Leverkusen Mitte Bf. – Küppersteger Straße – Opladen Busbahnhof. – Lützenkirchen Forellental                                                                    |
| 202     | Villa Römer – Opladen Busbahnhof. – wupsi-Betriebshof – Alkenrath – Schlebusch Stadtbahnstation                                                                                   |
| 203     | Opladen Busbahnhof – Friedhof Reuschenberg – Bürrig – Leverkusen Mitte Bf. – Konrad-Adenauer-Platz – Eisholz                                                                      |
| 205     | Opladen Busbahnhof – Bahnstadt Opladen – Lützenkirchen – Steinbüchel – Schlebusch Stadtbahnstation                                                                                |
| 206     | Langenfeld Turnerstraße – Langenfeld S-Bahn – Opladen Busbahnhof – Opladen, Torstraße – Lützenkirchen – Steinbüchel Mathildenhof                                                  |
| 222     | Opladen Busbahnhof – Manfort Konrad-Adenauer-Platz – Manfort Bf – Schlebusch Post – Schildgen – Bergisch Gladbach Bf                                                              |
| 223     | Opladen Busbahnhof – Opladen, Am Knechtsgraben |
| 232     | Langenfeld, Turnerstraße – Langenfeld Stadtmitte – Mehlbruch – Leverkusen-Opladen Busbahnhof                                                                                      |
| 239/240 | Opladen Busbahnhof – Bergisch Neukirchen – Burscheid-Hilgen |
| SB25    | Solingen ZOB Graf-Wilhelm-Platz – Solingen-Grünewald Bf. – Leichlingen Busbahnhof – Opladen Busbahnhof – Leverkusen Mitte Bf – Chempark – Köln-Mülheim – Köln Hbf/Breslauer Platz |
| 251     | Leichlingen Busbahnhof – Bergisch Neukirchen – Opladen Busbahnhof – ohne Zwischenstopp – Leverkusen Mitte Bf – Chempark                                                           |
| 253     | Leichlingen Busbahnhof – Bergisch Neukirchen – Opladen Busbahnhof – Rheindorf Bf. – Pützdelle – Hitdorf, Concordiastraße                                                          |
| 255     | Leichlingen Busbahnhof – Leichlingen Bf. oder Wallgraben – Opladen Busbahnhof – Leverkusen Mitte Bf – Chempark – Leverkusen Chempark Bf.                                          |

## Trivia
- Am 20. Juni 2009 wurde im Bahnhof Opladen ein ICE 3 der Baureihe 403 von Oberbürgermeister Ernst Küchler auf den Namen Leverkusen getauft.[13]